# ديريك أوغوب
ديريك أوغوب (بالإنجليزية: Derick Ogbu)‏ (مواليد 19 مارس 1990)، هو لاعب كرة قدم كان يلعب كمهاجم.

## وصلات خارجية
- ديريك أوغوب على موقع رابطة كرة القدم اليابانية للمحترفين (اليابانية)
- ديريك أوغوب على موقع قاعدة بيانات كرة القدم.إي يو (الإنجليزية)
- ديريك أوغوب على موقع Soccerway.com (الإنجليزية)
- ديريك أوغوب على موقع عالم كرة القدم.نت (الإنجليزية)